# Rohan Chapman-Davies
Rohan Chapman-Davies (4 settembre 1991) è uno sciatore freestyle australiano, specialista nelle gobbe.

## Biografia
In Coppa del Mondo ha esordito il 31 gennaio 2013 a Deer Valley (32ª).
Nel 2018 ha preso parte ai XXIII Giochi olimpici invernali a Pyeongchang venendo eliminato nelle qualificazioni e concludendo in ventiduesimo posizione nella gara di gobbe.

## Palmarès

### Coppa del Mondo
- Miglior piazzamento in classifica generale: 29ª nel 2017.